# Wasserburg Schönhof
Die Wasserburg Schönhof war eine mittelalterliche Wasserburg, später ein freiadliger Ritterhof bzw. das Hofgut Schönhof in Bockenheim, einer bis 1895 selbständigen Stadt und heute Stadtteil von Frankfurt am Main.

## Lage
Die Burg befand sich etwa im heutigen Bereich Rödelheimer Straße 34, gegenüber der Einmündung der Schönhofstraße und wurde vom späteren Hofgut überbaut.

## Geschichte

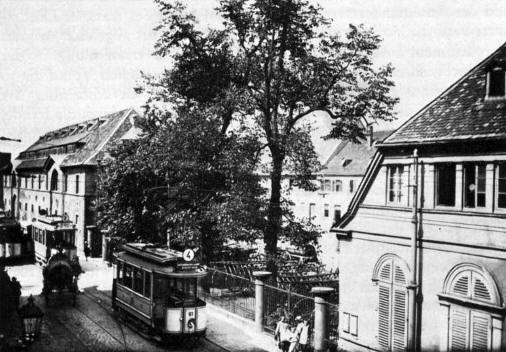
Der Schönhof im Jahr 1905, Ostseite

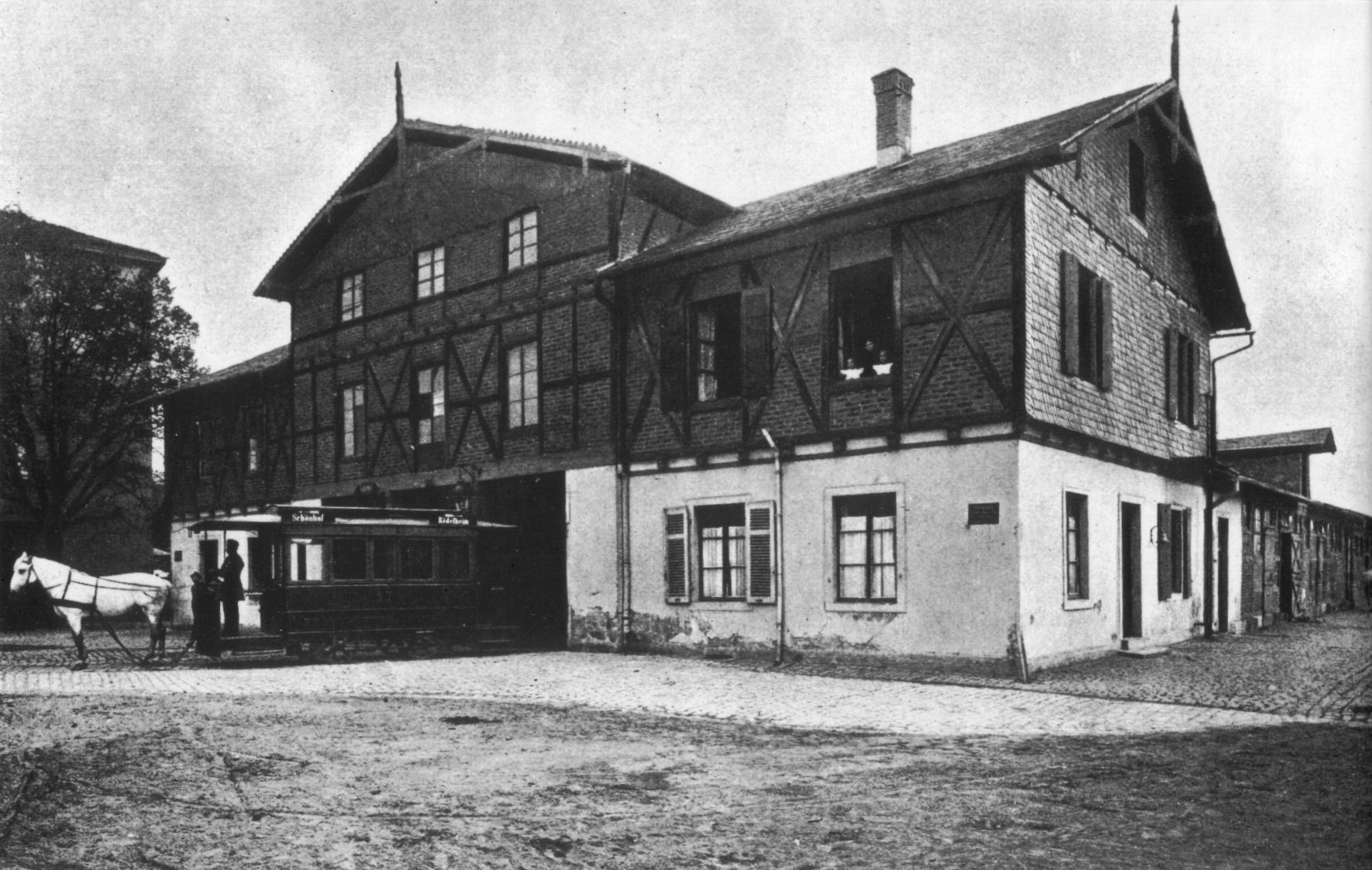
Das Pferdebahndepot am Schönhof, um 1890

768 wurde Bochinheim zum ersten Mal urkundlich in einer Lorscher Schenkungsurkunde erwähnt. Ort und Burg gehörten zum Wildbann Dreieich, später zur Grafschaft Bornheimer Berg. Ein Zusammenhang mit der Bockenheimer Warte im System der Frankfurter Landwehr lässt sich nicht herstellen. Die Wasserburg war wohl nur westlicher Schutz des damaligen Fleckens Bockenheim. Die Burg gehörte bis 1590 den Rittern von Praunheim.
1730 bis 1765 war es im Besitz der Familie des Bankiers Isaak d’Orville. Der wurde 1743 von dem fünf Jahre in Frankfurt residierenden deutschen Kaiser Karl VII. in den Adelsstand erhoben. Die Familie erhielt den Namen „Edler von Löwenclau und Herr zu Schönhoffen“. Seitdem bürgerte sich für das Gut der Name Schönhof ein. Das damalige Amt Bergen ließ 1755 seine über das Tor seines Hofguts Schönhof zu Bockenheim gesetzte Inschrift 'Praedium equestre Schönhofianum' entfernen.
Das Gut wurde an die Familie Bruère weiterverkauft und brannte im Jahr 1818 fast völlig nieder.
1819 erwarb es der hessen-darmstädtische Minister a. D. Carl Ludwig von Barckhaus gen. von Wiesenhütten. Er beauftragte den damals sehr erfolgreichen Architekten Nicolas Alexandre Salins de Montfort mit der Sanierung. Der ließ das Herrenhaus, das zwischen 1650 und 1700 gebaut worden war, wieder erneuern, einen Teil der älteren Wohn- und Wirtschaftsgebäude abreißen und durch großzügige Neubauten ersetzen. Neben den Wirtschaftsgebäuden wurde ein kleines Theater errichtet (bereits 1937 abgerissen) und der Park des Gutes erweitert. 1820 errichtete der Architekt Friedrich Rumpf einen Gartentempel, der 1964 in den Grüneburgpark versetzt wurde. Lange konnte sich der neue Eigentümer seines Besitzes jedoch nicht erfreuen, er starb bereits 1823 kinderlos vier Jahre nach dem Kauf. Seine Erben verkauften 1898 den Schönhof an die Stadt Frankfurt.
1872 wurde der Schönhof zum westlichen Endpunkt der ersten Linie der Frankfurter Straßenbahn. Die Pferdebahnstrecke der Frankfurter Trambahn-Gesellschaft verlief von hier durch die Stadt Bockenheim und das Frankfurter Westend bis zur Hauptwache. Am Schönhof entstand zu diesem Zwecke ein Straßenbahndepot, das neben den Fahrzeugen auch den Pferden als Unterkunft diente.
Später wurde die Straßenbahnlinie bis nach Rödelheim verlängert. Um einen Unfallschwerpunkt zu entschärfen, baute man 1914/16 die Breitenbach-Brücke (benannt nach dem Preußischen Minister für öffentliche Arbeiten, Paul von Breitenbach, 1850–1930) über die Gleise der Main-Weser-Bahn. Dieser Baumaßnahme fiel der Park des Schönhofes zum Opfer.
Während des Zweiten Weltkriegs wurden große Teile des Schönhofs während der Luftangriffe auf Frankfurt am Main zerstört. Nur das barocke Herrenhaus wurde wieder aufgebaut. Heute befindet sich dort das griechische Restaurant „Dionysos“. Der große Biergarten will an den untergegangenen Park erinnern. 1981 wurde das Herrenhaus instand gesetzt und daneben von der Stadt Frankfurt der Saalbau Schönhof, ein preisgekröntes Musikübungszentrum, errichtet, das auch für Veranstaltungen genutzt wird.

## Beschreibung
Spuren der Burg sind nicht erhalten. Ältere Daten als aus dem Ende des 16. Jahrhunderts sind nicht bekannt. Unter dem Winkel des heutigen wieder aufgebauten Herrenhauses (ursprünglich Ende 17. Jahrhundert) befinden sich noch alte gewölbte Keller. Die Geländesenke der Gartenseite war der früher hier vorbeiführende Ochsengraben, der wahrscheinlich die vorhandenen, aber längst eingeebneten Umfassungsgräben gespeist hatte.
Das restaurierte Ensemble ist ein Kulturdenkmal.

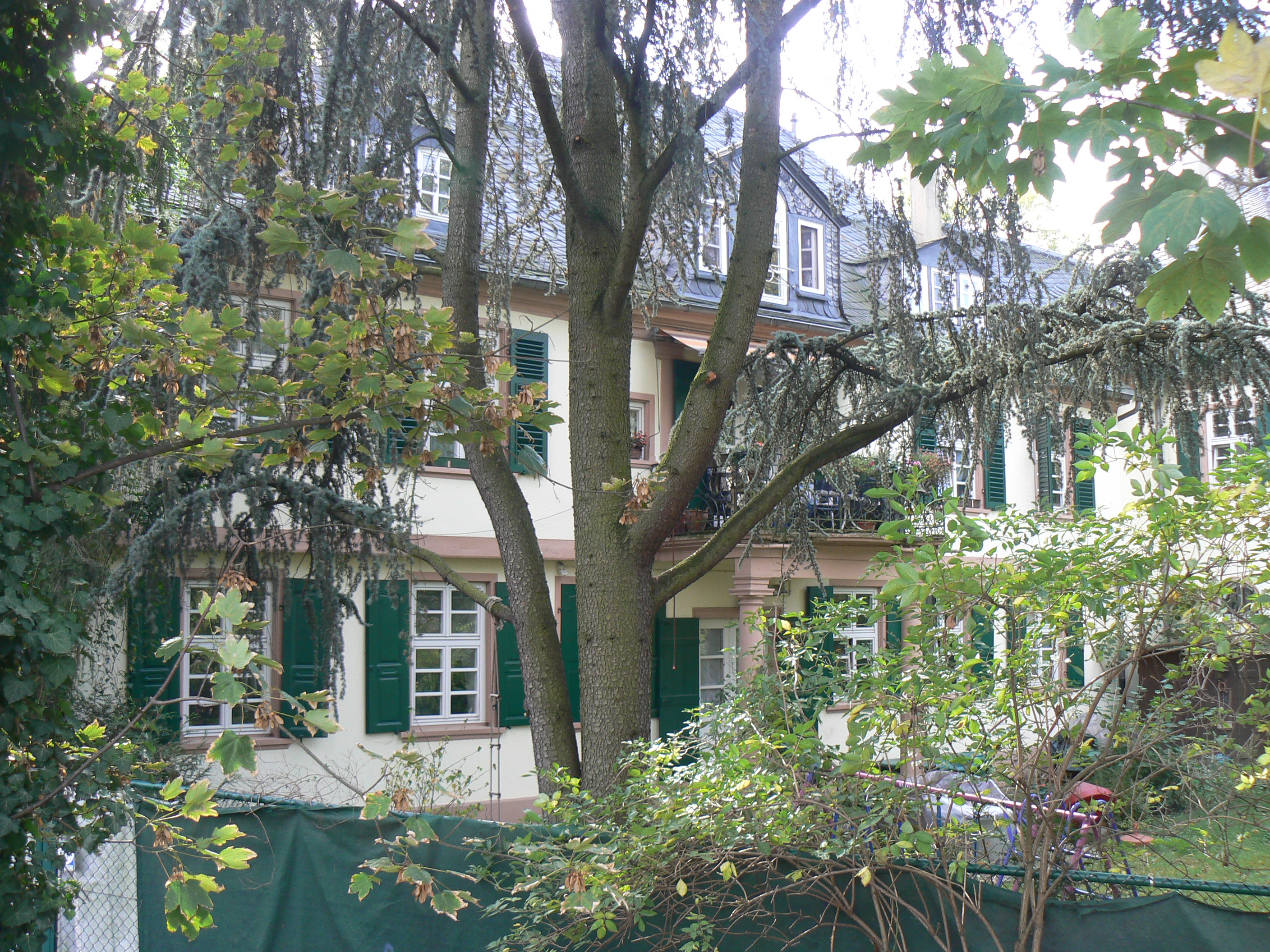
Gartenseite des Herrenhauses mit heutigem vorgelagertem Biergarten des Restaurants
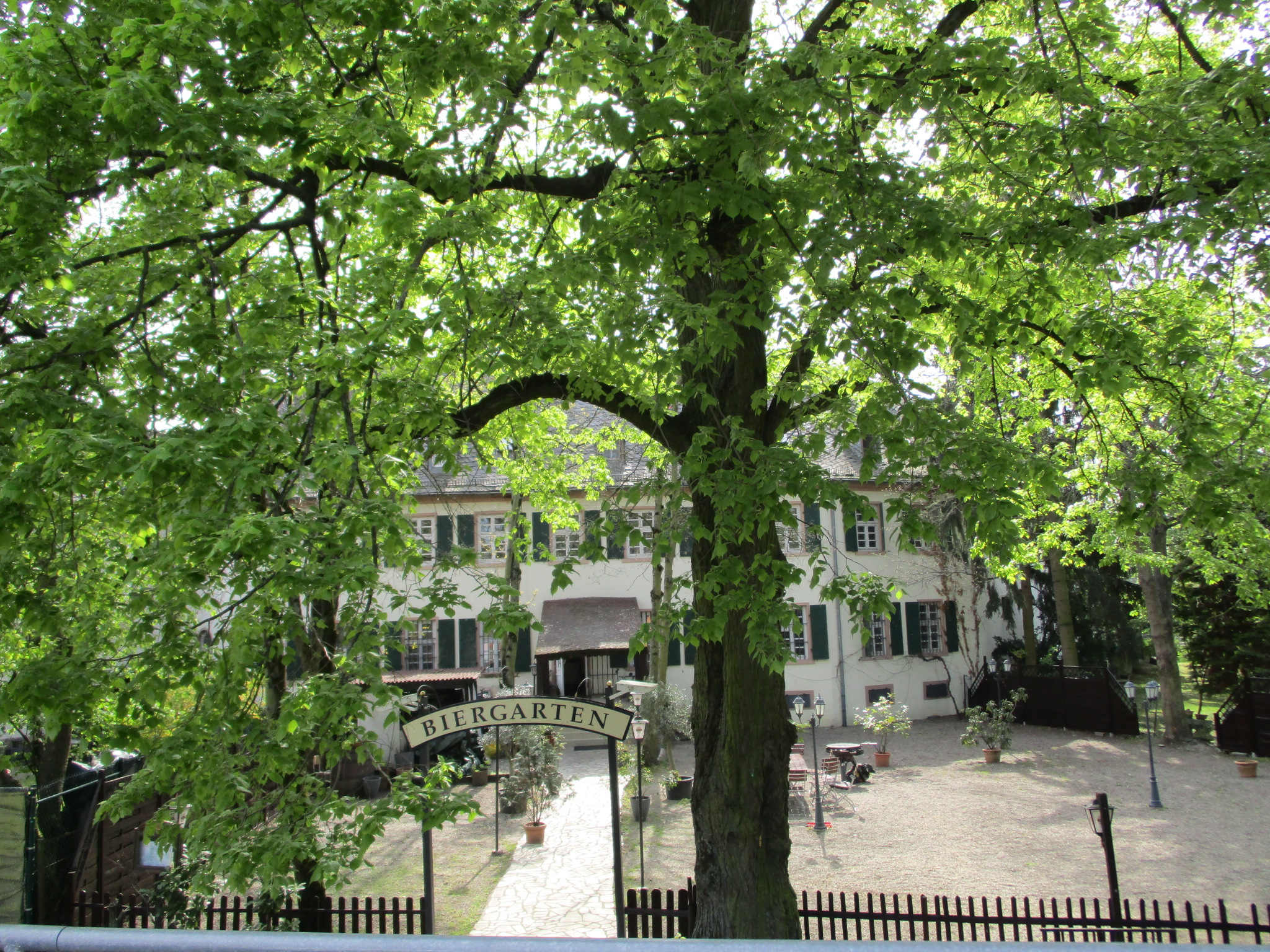
Herrenhaus (Biergarten), Ansicht von der Hauptstraße aus
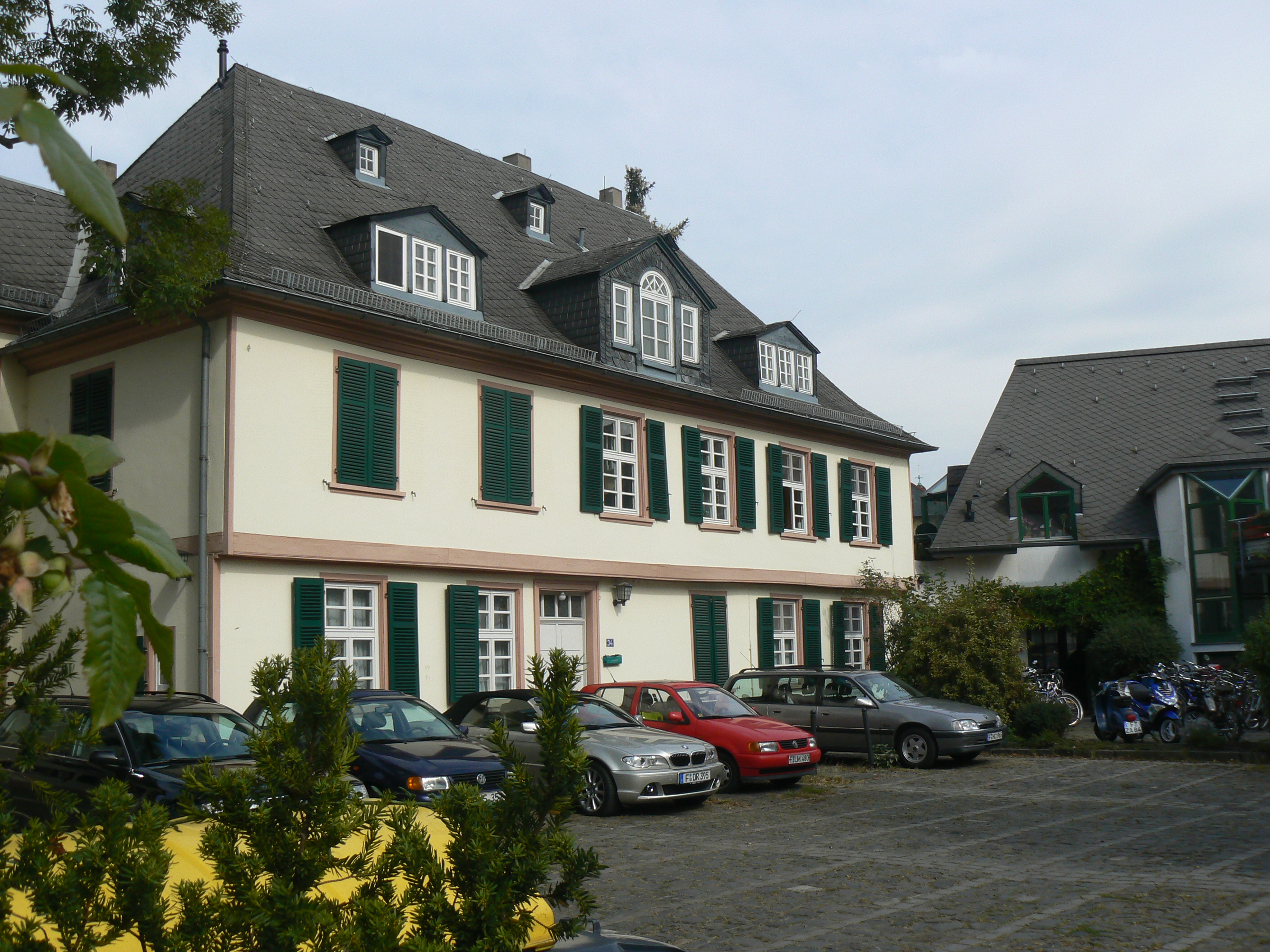
Östlicher Teil des heutigen Herrenhauses
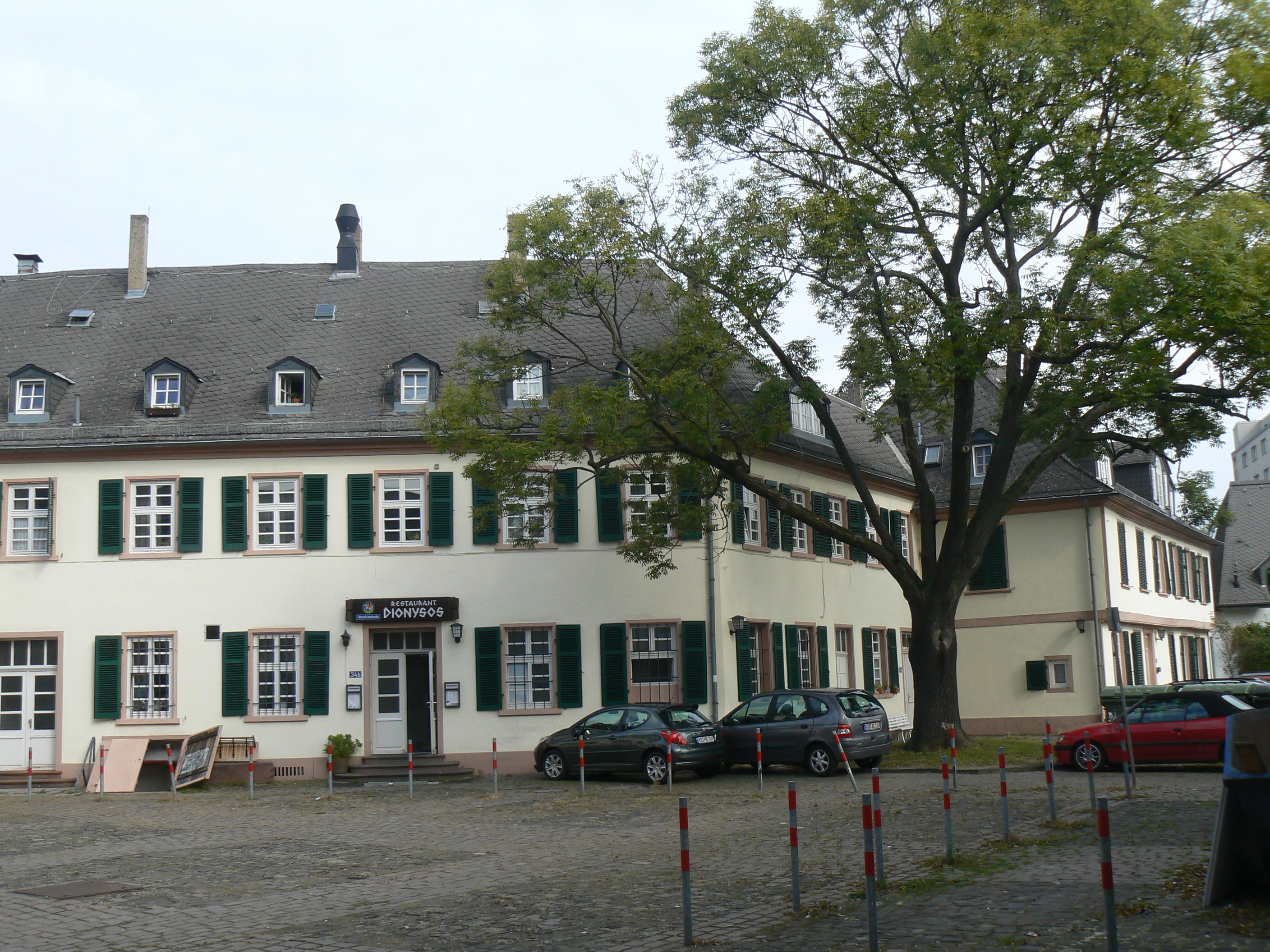
Hofansicht des nach Nordwesten weisenden Teils des Herrenhauses mit Restaurant
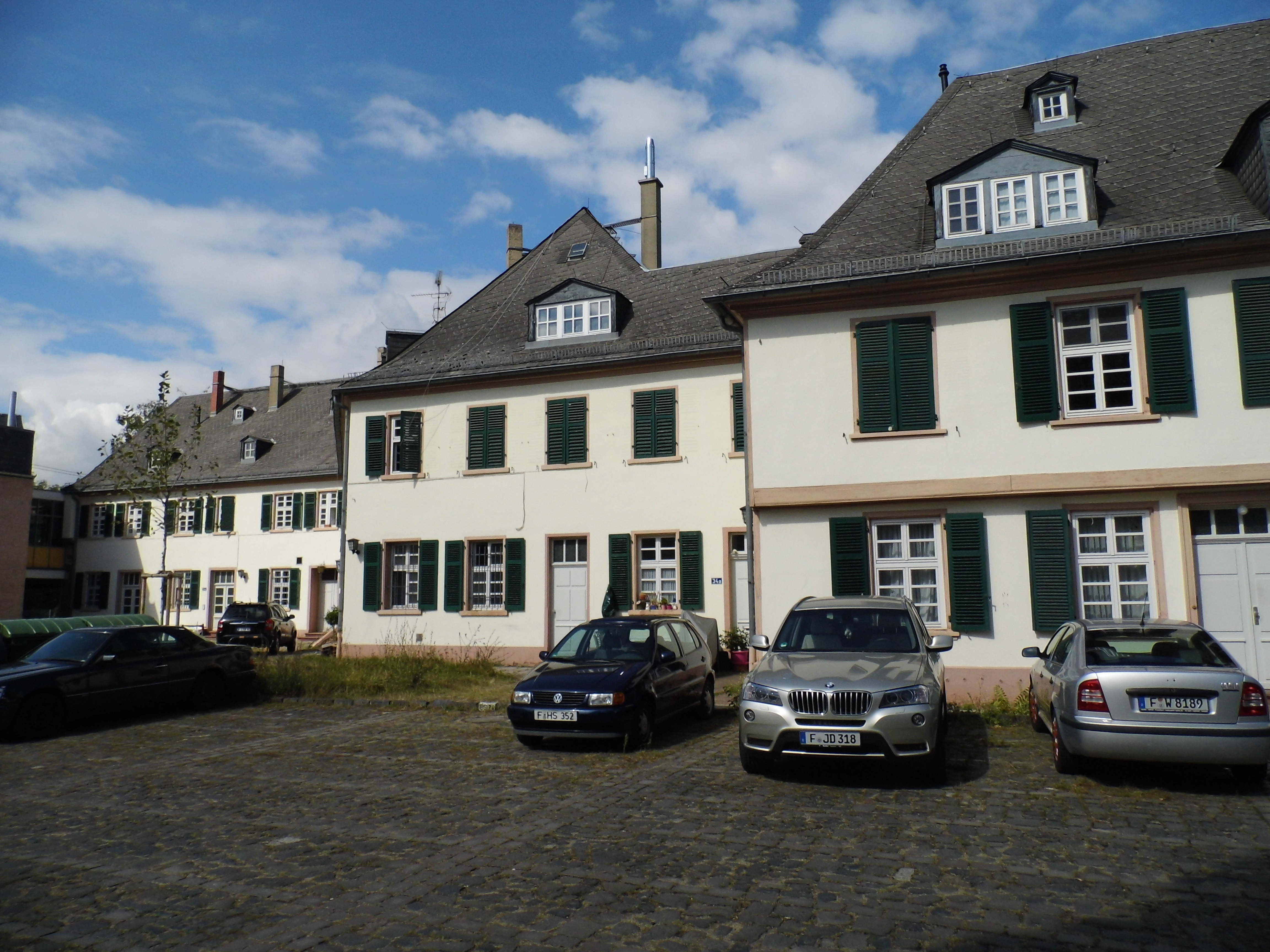
Die angepassten versetzten Wohngebäude
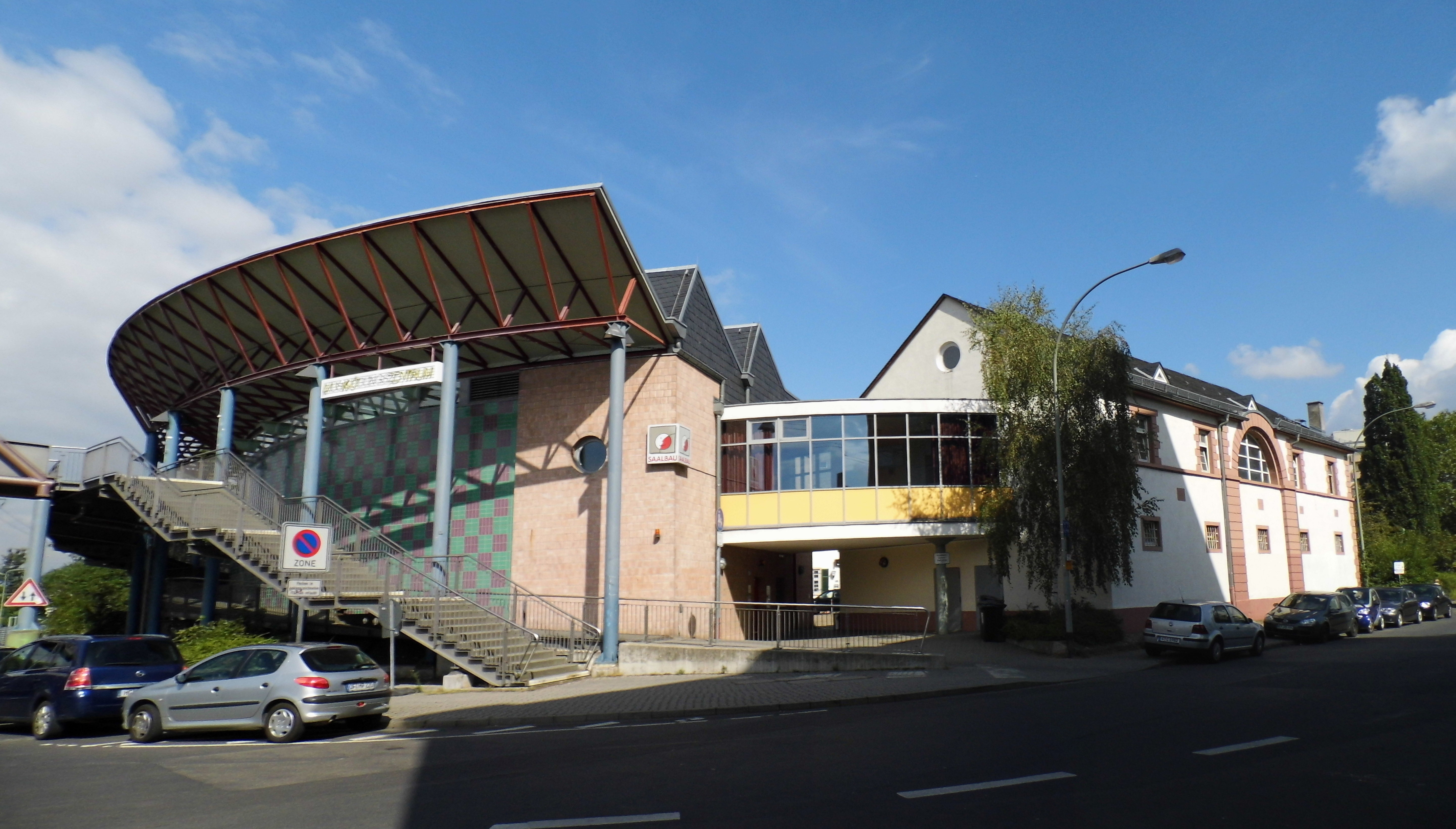
Das westlich angebaute Musikübungszentrum